# Кіріллус Креєк
Кірі́ллус Кре́єк (ест. Cyrillus Kreek , 3 грудня 1889, Винну, Естонія — 26 березня 1962, Хаапсалу, там само) — естонський хоровий диригент та композитор, педагог, етнограф. Автор симфонічних, вокальних, інструментальних творів, великого числа хорових обробок (близько 500 із 6.000 особисто ним зібраних пісень) та церковних лютеранських гімнів. Один із найвидатніших музикантів світу — версифікаторів народної музичної творчості. Перший естонський композитор, який створив оригінальний естономовний «Реквієм».

## Біографія
Народився у родині шкільного вчителя на заході Естонії. Навчався у Петербурзькій консерваторії у 1908–1911 роках за класом тромбона (викладачі Ф. Турнер, П. Волков), також слухав лекції з композиції та теорії Васілія Калафаті та Ніколая Черепніна. Як член Естонського студентського товариства захопився збиранням народних пісень. Систематично займається етнографічною працею з 1911 року, при чому вперше в Естонії записує взірці народних співів на фонограф.
Після оголошення незалежності Естонії, реемігрує на батьківщину, де працює у Тартуській музичній школі (1920–1921), а після окупації СРСР — у Талліннській консерваторії (1940–1941, 1944–1950). У міжвоєнні часи також викладав музику в Раквереській педагогічній семінарії (1919–1920), Хаапсалуській педагогічній семінарії (1921–1932). Очолював різноманітні народні хори.

## Творчість
Автор духовних творів, гімнів Лютеранської церкви Естонії. Хорові твори на Псалми св. пророка Давида (сім хорових мініатюр). Збирач та аранжувальник естонських народних пісень, що відбилося на його релігійних творах. Розкрив феномен поліфонії естонських народних пісень, ставши в естонській музичній культурі тим, ким є в українській Микола Леонтович. При чому сам Креєк використовував у своїх творах прийоми ранньої поліфонії Православної Церкви. Серед найвагоміших праць Креєка — симфонічний твір «Реквієм» (написаний на естонський текст).
2004 — твір «Реквієм» виконано на публічному концерті в Церкві Каарлі, Таллінн, на честь потонулих на кораблі «Естонія» 28 серпня 1994 року. Оркестрове аранжування — Тину Кальюсте.